# کریم ماروک
کریم ماروک (انگلیسی: Karim Maroc؛ زادهٔ ۵ مارس ۱۹۵۸) یک بازیکن فوتبال اهل الجزایر است.
از باشگاه‌هایی که در آن بازی کرده‌است می‌توان به مون‌پلیه، باشگاه فوتبال مولودیه وهران، و لیون اشاره کرد. وی عضو تیم ملی فوتبال الجزایر در جام جهانی فوتبال ۱۹۸۲ و ۱۹۸۶ بوده است.